# Pont-Saint-Mard
 Pont-Saint-Mard  es una población y comuna francesa, en la región de Picardía, departamento de Aisne, en el distrito de Laon y cantón de Coucy-le-Château-Auffrique.

## Demografía
| 257 | 235 | 220 | 201 | 195 | 179 |
| Para los censos de 1962 a 1999 la población legal corresponde a la población sin duplicidades (Fuente: INSEE [Consultar]) |     |     |     |     |     |